# Sierra del Aconquija
Sierra del Aconquija är en bergskedja i Argentina. Den ligger i den norra delen av landet, 1 100 km nordväst om huvudstaden Buenos Aires.
Trakten runt Sierra del Aconquija består i huvudsak av gräsmarker. Runt Sierra del Aconquija är det ganska tätbefolkat, med 54 invånare per kvadratkilometer.